# OR4K5
OR4K5 (англ. Olfactory receptor family 4 subfamily K member 5) – білок, який кодується однойменним геном, розташованим у людей на короткому плечі 14-ї хромосоми. Довжина поліпептидного ланцюга білка становить 323 амінокислот, а молекулярна маса — 36 258.
| 10         |  | 20         |  | 30         |  | 40         |  | 50         |
| ---------- |  | ---------- |  | ---------- |  | ---------- |  | ---------- |
| MDKSNSSVVS |  | EFVLLGLCSS |  | QKLQLFYFCF |  | FSVLYTVIVL |  | GNLLIILTVT |
| SDTSLHSPMY |  | FLLGNLSFVD |  | ICQASFATPK |  | MIADFLSAHE |  | TISFSGCIAQ |
| IFFIHLFTGG |  | EMVLLVSMAY |  | DRYVAICKPL |  | YYVVIMSRRT |  | CTVLVMISWA |
| VSLVHTLSQL |  | SFTVNLPFCG |  | PNVVDSFFCD |  | LPRVTKLACL |  | DSYIIEILIV |
| VNSGILSLST |  | FSLLVSSYII |  | ILVTVWLKSS |  | AAMAKAFSTL |  | ASHIAVVILF |
| FGPCIFIYVW |  | PFTISPLDKF |  | LAIFYTVFTP |  | VLNPIIYTLR |  | NRDMKAAVRK |
| IVNHYLRPRR |  | ISEMSLVVRT |  | SFH        |  |            |  |            |

A: Аланін

C: Цистеїн

D: Аспарагінова кислота

E: Глутамінова кислота

F: Фенілаланін

G: Гліцин

H: Гістидин

I: Ізолейцин

K: Лізин

L: Лейцин

M: Метіонін

N: Аспарагін

P: Пролін

Q: Глутамін

R: Аргінін

S: Серин

T: Треонін

V: Валін

W: Триптофан

Кодований геном білок за функціями належить до рецепторів, g-білокспряжених рецепторів, білків внутрішньоклітинного сигналінгу. 
Локалізований у клітинній мембрані, мембрані.